# Eagles du Cap-Breton
 (août 2019).
Si vous disposez d'ouvrages ou d'articles de référence ou si vous connaissez des sites web de qualité traitant du thème abordé ici, merci de compléter l'article en donnant les références utiles à sa vérifiabilité et en les liant à la section « Notes et références ».
Pour les articles homonymes, voir Eagles (homonymie).
Les Eagles du Cap-Breton sont une équipe de la Ligue de hockey junior Maritimes Québec. Ils évoluent au Centre 200 à Sydney en Nouvelle-Écosse.

## Histoire
L’équipe des Éperviers de Sorel est créée en 1969 comme une des premières franchises de la LHJMQ. La saison 1997-1998 est la saison du déménagement vers le Cap-Breton, seulement un an après avoir vu les Prédateurs de Granby remporter le championnat de la LHJMQ, l’équipe est vendue et déménagée au Cap-Breton en Nouvelle-Écosse. L’équipe, renommée Screaming Eagles du Cap-Breton, est alors en reconstruction et termine ses 3 premières saison aux 14e, 12e et 13e rang de la LHJMQ. Elle connaît ensuite une saison 2001-2002 où elle marque 90 points, ce qui la classe au 4e rang de la LHJMQ.
C’est cependant en 2003-2004 que la franchise connait le plus de succès depuis son arrivée au Cap-Breton : l’équipe récolte 103 points mais doit se contenter du 2e rang derrière les Olympiques de Gatineau. En séries, les Screaming Eagles s'inclinent en 5 matchs lors du second tour des séries face aux Saguenéens de Chicoutimi. En 2019 lors du repêchage d'entrée de la Ligue de hockey junior majeur du Québec, Cap-breton passe à l'histoire de la ligue en sélectionnant au 17e choix, Jérémy Langlois du Séminaire Saint-Francois : il est le premier joueur issue du Midget Espoir à être choisi au premier tour dans l'histoire de la LHJMQ.
Le 14 août 2019, l’équipe est rebaptisée les Eagles du Cap-Breton.

## Logos

Logo de la franchise de 1997 à 2019
Logo de la franchise à partir de 2019

## Joueurs
Numéros retirés
- 7 - Chris Culligan
- 29 - Marc-André Fleury

## Statistiques
| Saison    | PJ | V  | D  | N  | DP | DTB | % V  | BP  | BC  | Pts | Classement                    | Séries éliminatoires                     |
| --------- | -- | -- | -- | -- | -- | --- | ---- | --- | --- | --- | ----------------------------- | ---------------------------------------- |
| 1997-1998 | 70 | 19 | 46 | 5  | -  | -   | 30,7 | 211 | 295 | 43  | 6e de la division Frank-Dilio | Éliminés au 1er tour                     |
| 1998-1999 | 70 | 22 | 44 | 4  | -  | -   | 34,3 | 226 | 272 | 48  | 6e de la division Frank-Dilio | Éliminés au 1er tour                     |
| 1999-2000 | 72 | 24 | 39 | 3  | 6  | -   | 39,6 | 230 | 302 | 57  | 3e de la division Maritimes   | Éliminés au 1er tour                     |
| 2000-2001 | 72 | 30 | 37 | 4  | 1  | -   | 45,1 | 270 | 292 | 65  | 2e de la division Maritimes   | Éliminés au 2e tour                      |
| 2001-2002 | 72 | 38 | 20 | 10 | 4  | -   | 62,5 | 286 | 224 | 90  | 3e de la division Maritimes   | Éliminés au 3e tour                      |
| 2002-2003 | 72 | 21 | 37 | 9  | 5  | -   | 38,9 | 200 | 268 | 56  | 4e de la division Maritimes   | Éliminés au 1er tour                     |
| 2003-2004 | 70 | 49 | 16 | 2  | 3  | -   | 73,6 | 273 | 164 | 103 | 1er de la division Atlantique | Éliminés au 2e tour                      |
| 2004-2005 | 70 | 32 | 27 | 8  | 3  | -   | 53,6 | 206 | 195 | 75  | 3e de la division Atlantique  | Éliminés au 1er tour                     |
| 2005-2006 | 70 | 40 | 23 | -  | 3  | 4   | 62,1 | 236 | 206 | 87  | 3e de la division Est         | Éliminés au 2e tour                      |
| 2006-2007 | 70 | 46 | 22 | -  | 2  | 0   | 67,1 | 308 | 200 | 94  | 2e de la division Est         | Éliminés au 3e tour                      |
| 2007-2008 | 70 | 40 | 24 | -  | 3  | 3   | 61,4 | 242 | 230 | 86  | 3e de la division Est         | Éliminés au 2e tour                      |
| 2008-2009 | 68 | 46 | 18 | -  | 3  | 1   | 70,6 | 252 | 201 | 96  | 2e de la division Atlantique  | Éliminés au 2e tour                      |
| 2009-2010 | 68 | 41 | 22 | -  | 2  | 3   | 60,3 | 238 | 185 | 87  | 3e de la division Atlantique  | Éliminés au 1er tour                     |
| 2010-2011 | 68 | 18 | 45 | -  | 1  | 4   | 30,1 | 154 | 246 | 41  | 5e de la division Atlantique  | Éliminés au 1er tour                     |
| 2011-2012 | 68 | 23 | 42 | -  | 1  | 2   | 33,8 | 219 | 306 | 41  | 5e de la division Atlantique  | Éliminés au 1er tour                     |
| 2012-2013 | 68 | 14 | 46 | -  | 3  | 5   | 20,5 | 161 | 308 | 36  | 6e de la division Atlantique  | Non qualifiés                            |
| 2013-2014 | 68 | 37 | 27 | -  | 1  | 3   | 57,4 | 260 | 260 | 78  | 2e de la division Maritimes   | Éliminés au 1er tour                     |
| 2014-2015 | 68 | 31 | 31 | -  | 3  | 3   | 50,0 | 258 | 246 | 68  | 5e de la division Maritimes   | Éliminés au 1er tour                     |
| 2015-2016 | 68 | 38 | 24 | -  | 5  | 1   | 60,3 | 286 | 237 | 82  | 3e de la division Maritimes   | Éliminés au 2e tour                      |
| 2016-2017 | 68 | 39 | 25 | -  | 2  | 2   | 60,3 | 270 | 230 | 82  | 4e de la division Maritimes   | Éliminés au 2e tour                      |
| 2017-2018 | 68 | 32 | 28 | -  | 6  | 2   | 52,9 | 235 | 259 | 72  | 4e de la division Maritimes   | Éliminés au 1er tour                     |
| 2018-2019 | 68 | 40 | 22 | -  | 1  | 5   | 63,2 | 267 | 214 | 86  | 3e de la division Maritimes   | Éliminés au 2e tour                      |
| 2019-2020 | 63 | 40 | 20 | -  | 2  | 1   | 65,9 | 269 | 194 | 83  | 2e de la division Maritimes   | Séries annulées (Covid-19)               |
| 2020-2021 | 38 | 12 | 25 | -  | 1  | 0   | 32,9 | 113 | 186 | 25  | 6e de la division Maritimes   | Décident de ne pas participer aux séries |
| 2021-2022 | 68 | 14 | 47 | -  | 4  | 3   | 25,7 | 183 | 335 | 35  | 6e de la division Maritimes   | Non qualifiés                            |
| 2022-2023 | 68 | 30 | 34 | -  | 3  | 1   | 47,1 | 224 | 275 | 64  | 3e de la division Maritimes   | Éliminés au 1er tour                     |
| 2023-2024 | 68 | 39 | 26 | -  | 1  | 2   | 59,6 | 216 | 194 | 81  | 3e de la division Maritimes   | Éliminés au 3e tour                      |